# Belinda Goss
Belinda Goss (ur. 6 stycznia 1984 w Devonport) – australijska kolarka torowa i szosowa, trzykrotna medalistka mistrzostw świata. 
Specjalizuje się w konkurencji scratch. W latach 2008–2010 zdobywała brązowe medale mistrzostw świata, właśnie w tej konkurencji.